# Reginald Frederick Lawrence
Reginald Frederick Lawrence (geboren am 6. März 1897 in George, Kapkolonie; gestorben am 9. Oktober 1987 in Pietermaritzburg) war ein südafrikanischer Museumsleiter, Zoologe und Parasitologe, der vorrangig als Arachnologe tätig war.

## Jugend und Studium
Reginald Frederick Lawrence besuchte von 1908 bis 1913 eine Jungenschule in Grahamstown und bis 1915 eine Highschool in Tulbagh. Anschließend begann er in Kapstadt ein Studium der Zoologie am South African College, der heutigen Universität Kapstadt. Sein Studium wurde durch den Ersten Weltkrieg unterbrochen, in dem er zwei Jahre lang als Infanterist in Frankreich diente und 1918 verwundet wurde. Nach seiner Genesung setzte Lawrence sein Studium fort und erhielt 1922 den akademischen Grad eines Bachelor of Science.

## Beruf
1922 bewarb Lawrence sich um eine Stelle am South African Museum in Kapstadt. Louis Péringuey, der Leiter des Museums, verlangte von ihm vor einer Einstellung den Erwerb umfangreicher Kenntnisse in Arachnologie. Mithilfe eines geliehenen französischen Wörterbuchs machte Lawrence sich in kurzer Zeit mit dem Inhalt von Eugène Simons Histoire Naturelle des Araignées vertraut und wurde zunächst auf Probe als Assistent für die Bereiche Spinnentiere, Tausendfüßer, Amphibien und Reptilien eingestellt. Schon in den ersten Jahren seiner Karriere führte Lawrence umfangreiche Sammelreisen und Freilandstudien durch. So führte ihn seine erste Expedition 1923 nach Mosambik, wo er mit Eseln als Transportmittel die Küste erkundete. Von 1923 bis 1925 verbrachte er jährlich drei Monate auf Expeditionen in den Norden Südwestafrikas, bis hinauf zur Grenze von Angola. Die umfangreiche Sammlung von Arachniden, die er während dieser Reisen angelegt hatte, war die Grundlage seiner Dissertation, für die er 1928 einen Ph.D. der Universität Kapstadt erhielt.
Ab 1935 war Lawrence Direktor des Natal Museum in Pietermaritzburg, und in dieser Eigenschaft Herausgeber der naturwissenschaftlichen Fachzeitschrift Annals of the Natal Museum (heute African Invertebrates). Er gab die Stellung als Museumsdirektor 1948 auf, um sich ausschließlich auf seine Forschung konzentrieren zu können. Er wurde Mitarbeiter des Council for Scientific and Industrial Research, arbeitete in dieser Funktion weiter im Museum, und wurde 1953 wissenschaftlicher Angestellter des Natal Museum. Nach seiner Pensionierung im Jahr 1964 zog er nach Grahamstown und setzte seine Forschungen am Albany Museum bis ins hohe Alter fort. Die von Lawrence aufgebauten umfangreichen zoologischen Sammlungen sind heute im Iziko South African Museum in Kapstadt und im KwaZulu Natal Museum in Pietermaritzburg untergebracht.
Lawrence betrachtete Freilandstudien stets als wesentliches Element seiner Forschungen und führte zahlreiche Reisen zu den Urwäldern des gesamten südlichen Afrika durch. Er veröffentlichte 1953 mit The Biology of the Cryptic Fauna of Forests sein wissenschaftliches Hauptwerk, das eine Pionierleistung für die Biogeographie der Arachniden darstellte. Während seiner fast 60 Jahre währenden wissenschaftlichen Tätigkeit verfasste Lawrence mehr als 210 Artikel und Bücher über Naturgeschichte, Biogeographie, Museumswissenschaft und die Systematik und Biologie verschiedener taxonomischer Gruppen, insbesondere Arachniden, Myriapoden und Reptilien. Sein letztes Buch war 1984 ein Werk über die Hundertfüßer und Tausendfüßer Südafrikas. Lawrence war Mitglied zahlreicher südafrikanischer und internationaler Gelehrtengesellschaften, darunter die American Arachnological Society und die International Society of Arachnology.

## Veröffentlichungen (Auswahl)
- R. F. Lawrence: The Arachnida of South West Africa. Ph.D. thesis, University of Cape Town, Cape Town 1928.
- R. F. Lawrence: The Harvest-spiders (Opiliones) of South Africa. In: Annals of the South African Museum 1931, Band 29, Nr. 2, S. 341–506, Digitalisat.
- R. F. Lawrence: The Prostigmatic mites of South African lizards. In: Parasitology 1935, Band 27, Nr. 1, S. 1–45, doi:10.1017/S0031182000014931.
- R. F. Lawrence: The Scorpions of Natal and Zululand. In: Annals of the Natal Museum 1942, Band 10, Nr. 2, S. 221–235, Online.
- R. F. Lawrence: The Biology of the Cryptic Fauna of Forests. A. A. Balkema, Cape Town 1953.
- R. F. Lawrence: The Centipedes and Millipedes of Southern Africa. A Guide. Balkema, Cape Town 1984, ISBN 0-86961-142-9.

## Erstbeschreibungen (Auswahl)
- Austrachelas Lawrence, 1938 (Araneae: Gallieniellidae)
- Hadogenes zuluanus Lawrence, 1937 (Scorpiones: Hormuridae)
- Leucorchestris Lawrence, 1962 (Araneae: Sparassidae)
- Lisposoma Lawrence, 1928 (Scorpiones: Bothriuridae)
- Opisthacanthus basutus Lawrence, 1955 (Scorpiones: Hormuridae)
- Opisthacanthus piscatorius Lawrence, 1955 (Scorpiones: Hormuridae)
- Opistophthalmus brevicauda Lawrence, 1928 (Scorpiones: Scorpionidae)
- Opistophthalmus cavimanus Lawrence, 1928 (Scorpiones: Scorpionidae)
- Opistophthalmus chrysites Lawrence, 1967 (Scorpiones: Scorpionidae)
- Opistophthalmus haackei Lawrence, 1966 (Scorpiones: Scorpionidae)
- Opistophthalmus holmi (Lawrence, 1969) (Scorpiones: Scorpionidae)
- Opistophthalmus litoralis Lawrence, 1955 (Scorpiones: Scorpionidae)
- Opistophthalmus luciranus Lawrence, 1959 (Scorpiones: Scorpionidae)
- Opistophthalmus setifrons Lawrence, 1961 (Scorpiones: Scorpionidae)
- Pseudolychas transvaalicus Lawrence, 1962 (Scorpiones: Buthidae)
- Uroplectes teretipes Lawrence, 1966 (Scorpiones: Buthidae)

## Dedikationsnamen (Auswahl)
- Audycoptes lawrencei Lavoipierre, 1964 (Sarcoptiformes: Audycoptidae)
- Ballophilus lawrencei Verhoeff, 1939 (Geophilomorpha: Ballophilidae)
- Festucula lawrencei Lessert, 1933 (Araneae: Salticidae)
- Fusoherecia lawrencei Baker & Crossley, 1964 (Sarcoptiformes: Glycyphagidae)
- Hadogenes lawrencei Newlands, 1972 (Scorpiones: Hormuridae)
- Lawrencega Roewer, 1933 (Solifugae: Melanoblossidae)
- Microbisium lawrencei Beier, 1964 (Pseudoscorpiones: Neobisiidae)
- Myrmarachne lawrencei Roewer, 1965 (Araneae: Salticidae)
- Opistophthalmus lawrencei Newlands, 1969 (Scorpiones: Scorpionidae)
- Pseudochiridium lawrencei Beier, 1964 (Pseudoscorpiones: Pseudochiridiidae)
- Theotima lawrencei Machado, 1964 (Araneae: Ochyroceratidae)
- Toxopsiella lawrencei Forster, 1964 (Araneae: Cycloctenidae)